# 稻見萌寧
稻見萌寧（1999年7月29日—），日本女子職業高爾夫球手，她在2020年夏季奥林匹克运动会上获得女子高尔夫项目的银牌，成为历史上首位获得奥运高尔夫项目奖牌的日本选手。

## 外部連結
- 稻見萌寧在女子高爾夫世界排名官方網站
- 稲見萌寧 - Instagram